# Drenovec
Drenovec je naselje u Republici Hrvatskoj, u sastavu Grada Varaždinskih Toplica, Varaždinska županija. 

## Zempljopisni položaj
Naselje se nalazi 8 km jugoistočno od Varaždinskih Toplica, na sjevernim padinama Kalničkog gorja ispod Kozjeg hrpta kojim vodi stara prometnica prema Križevcima. Kroz selo protječe potok Drenovec koji je desni pritok rijeke Bednje.
Prema naselju skreće se s glavne ceste raskrižju, koja povezuje Varaždinske Toplice i naselja Svibovec s Jalševcem. Drenovec je smješten u gorskom usjeku u kojem su česta nagla i razorna nevremena s jakim vododerinama.

## Povijest
Ime Drenovec je praslavenskog podrijetla od riječi drijeti - derati. No ne može se isključiti ni naziv vezan za drvo drijen odnosno dren.
Poslije turskog pustošenja u XVI. stoljeću mjesta Leskovec Toplički, Svibovec, Drenovec i Jalševec Svibovečki ostaju pusta. Da bi se mjesta naselili, zemlja se poklanja, prodaje ili daje u najam ljudima koji su bježali ispred Turaka i osiromašenom plemstvu. U Drenovcu su se naselili obitelji Horvat, Škrlec, Katalenić, Kos (Koos, Koosz), Huzjak... 
Plemeniti Katalenić (Katallenich) potječu iz Knina u predtursko doba. Tako se 1547. godine u Bihaću spominje i plemić i vojni časnik Tomo Katalenić od Knina.
Plemeniti Pecik (Peczik, Piczik, Piczigh) su plemenitaši s Kalnika. Tijekom povijesti je izvorno prezime Picig na različite načine zapisivano te je u Drenovcu pored oblika Picik korišten i oblik Pecik. Tijekom povijesti se najčešće događale zamjene slova g i k.
Podno Kozjeg hrpta, dio koji danas pripada općini Ljubešćica, nalazi se Kalnički Ljubelj i zaselak Horvati s kapelicom svete Barbare. Kao i Leskovec i Svibovec i Drenovec je bio u obrambenom sustavu u vrijeme ratova protiv Turaka. 
U XV. stoljeću je Drenovec bio pripojen Velikokalničkom vlastelinstvu. 
U Drenovcu je bio 1728. kaptolski rudnik ugljena koji danas određuje mikrotoponim Rudnik u blizini naselja. 
U XIX. stoljeću veliki šumski kompleksi Kalničkog gorja se eksploatiraju, pa je industrijalac Antun Bačić 1884. g. zakupio od Lugarije Zagrebačkog kaptola šume u Drenovcu i tamo sagradio prvu parnu pilanu i Tvornicu stolica iz savijenog drveta koju je 1886. godine preselio u Varaždin gdje su se u toj tvrtki unutar Starog grada izrađivale prve stolice za urede s naslonom za ruke i leđa. 1890./91. Antun Bačić je prodao svoju tvornicu stolica iz savijenog drveta bečkom industrijalcu Mundusu u Varaždinu. Grof Lambert je prodao također Mundusu svoju tvornicu pokućstva u Slanju pa je tada iz tih tvornica nastalo veliko drvno industrijsko podduzeće iz kojeg se razvila tvrtka Mundus. 
Antun Bačić je vodio pilanu sve do 1902. godine. Tvrtka Neumann je 1929. godine preselila svoju putujuću pilanu iz Popovače u Drenovec u kojem je djelovala sve do 1938. godine. Uz pilanu tvrtka je izgradila i uspinjaču i veliku žičaru zvanu drotban kojom je drvo transportirano preko Velikog vrha - Drenovečkog brega na željezničku stanicu u Novom Marofu. Pilana je proizvodila trupce, željezničke pragove i drvene poluproizvode, a u vuglenicama drveni ugljen.
Drenovec pripada župi Sveta tri kralja u Svibovcu.
U samom mjestu se nalazi kapelica.

## Stanovništvo
Prema popisu stanovništva iz 2001. godine, naselje je imalo 459 stanovnika te 136 obiteljskih kućanstava.
| broj stanovnika | 514   | 496   | 514   | 698   | 698   | 737   | 662   | 854   | 752   | 746   | 610   | 576   | 551   | 487   | 459   | 361   | 299   |
|                 | 1857. | 1869. | 1880. | 1890. | 1900. | 1910. | 1921. | 1931. | 1948. | 1953. | 1961. | 1971. | 1981. | 1991. | 2001. | 2011. | 2021. |